# Chilufim
Chilufim – „Zeitschrift für jüdische Kulturgeschichte“ (hebräisch חילופים) ist eine zweimal jährlich erscheinende Zeitschrift in deutscher und englischer Sprache, die sich mit jüdischer Kultur befasst. Herausgegeben wird die Zeitschrift vom Zentrum für Jüdische Kulturgeschichte an der Universität Salzburg.
An der Zeitschrift arbeiten unter anderem Gerhard Langer, Armin Eidherr, und Michael Sommer mit.
Neben der Printausgabe gibt es ab Band 18/2015 auch eine Onlineausgabe als E-Book.